# Aoplus altercator
Aoplus altercator är en stekelart som först beskrevs av Wesmael 1855.  Aoplus altercator ingår i släktet Aoplus och familjen brokparasitsteklar. Arten är reproducerande i Sverige. Utöver nominatformen finns också underarten A. a. nigriventris.